# Andratx
Andratx, španělsky též Andrach, je obec na ostrově Mallorca (též Majorka) nedaleko Španělska. Nachází se na jihozápadním cípu ostrova a jde o oblíbenou turistickou oblast, především Puerto de Andraxt (též Porto de Andrach) je destinace oblíbená filmovými hvězdami.
Roku 2009 zde zemřel Stephen Gately.

## Historie

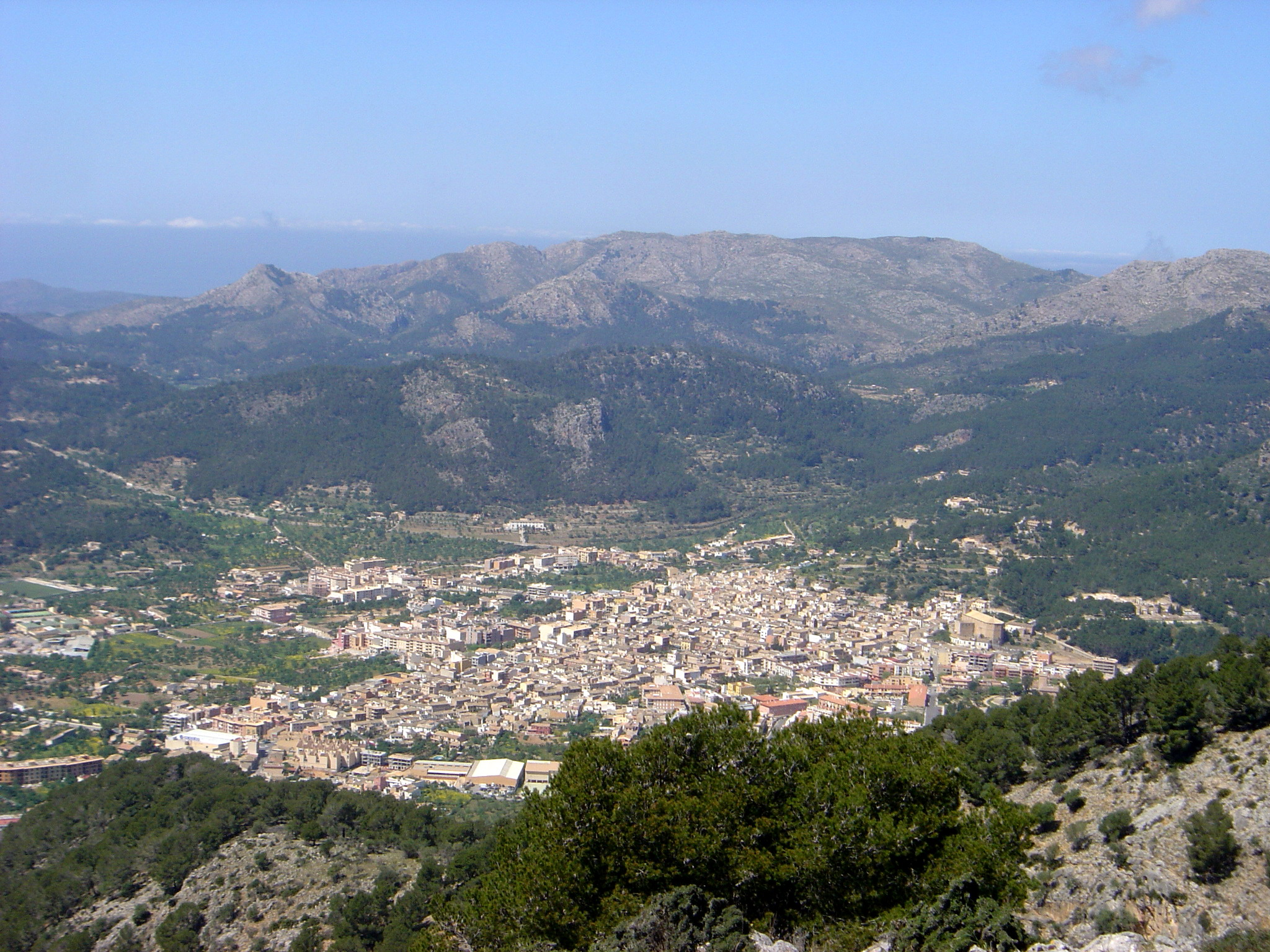
Letecký pohled

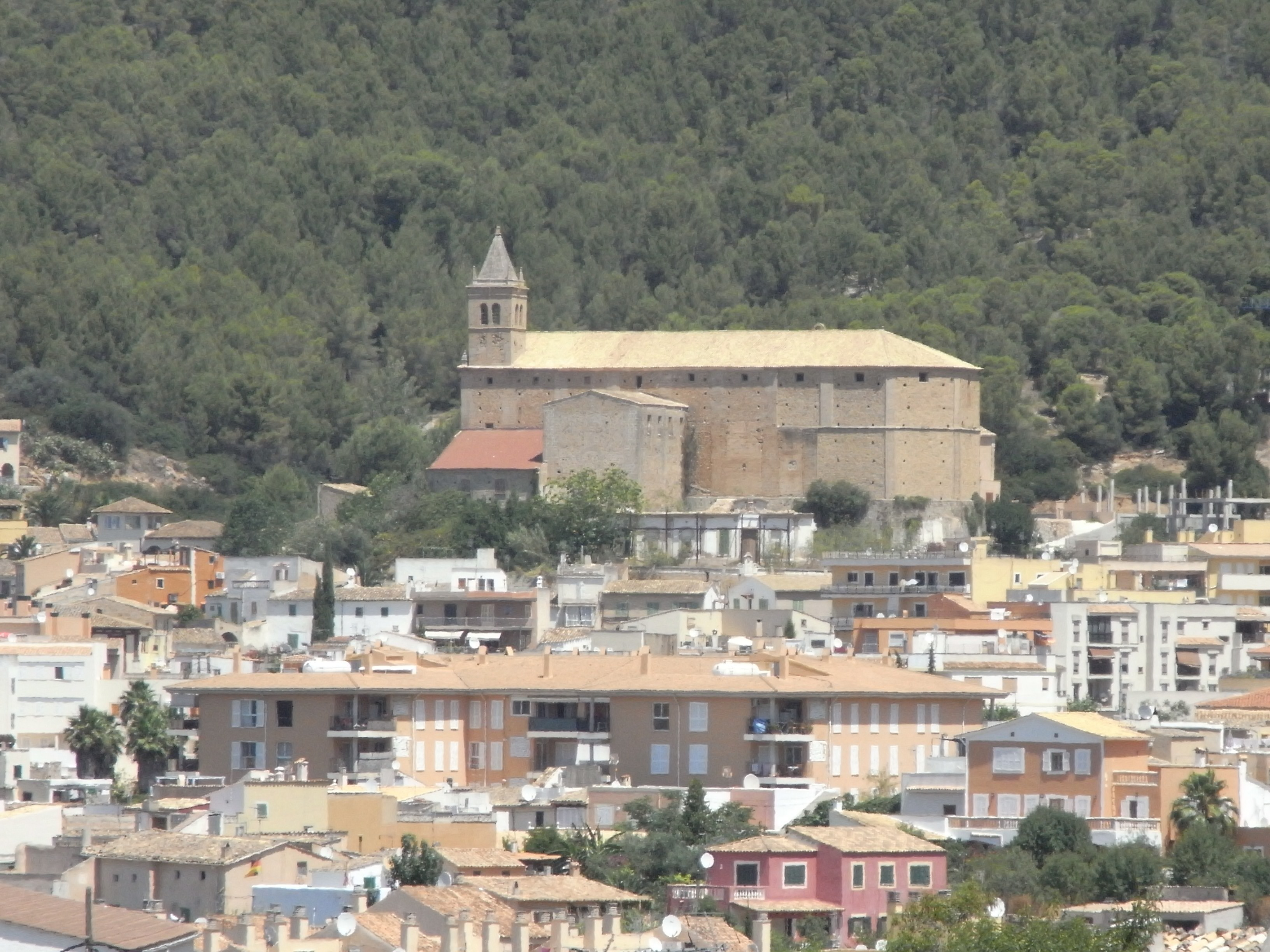
Kostel Santa Maria

Andratx je starobylé město, jež bylo ještě v polovině 19. století obýváno téměř výhradně místními lidmi. První zmínky o oblasti dnešní obce najdeme ve 2. století př. n. l., kdy ji osídlili Římané. Svědčí o tom například četné nálezy podobě keramických nádob. Původní město nestálo však na pobřeží, nýbrž hlouběji do vnitrozemí, kde bylo chráněno před nájezdy pirátů (převážně se jednalo o posádky ze severní Afriky). Další zmínky o obci pocházejí až ze 16. století, kdy zde byly postaveny rozhledny, sloužící taktéž jako ochrana před piráty. Ze čtrnácti původních věží jich stále na území Andratxu a Calvià stojí dvanáct.
Součástí Andratxu jsou i malé obce Port d'Andratx, Sa Coma, S'Arracó, Sant Elm a Camp de Mar. Součástí je navíc i neobydlený ostrůvek Dragonera (též Sa Dragonera), kde žije pro ostrov endemický druh ještěrka Lilfordova (Podarcis lilfordi).
Obec prošla značnou proměnou v roce 2004, kdy Evropská unie poskytla finanční příspěvky na opravu fasád domů ve městě.

### Korupční skandál
Roku 2006 bylo zkoumáno velké množství podezřelých stavebních povolení a bylo zjištěno, že veškeré zkoumané stavby v obci byly postaveny nelegálně a za vším stál tehdejší starosta Eugenio Hidalgo. Ten byl odsouzen za korupci a v prosinci roku 2009 nastoupil do vězení.

## Geografie a ekonomika
Obec se nachází na jihozápadním cípu ostrova v pohoří Serra de Tramuntana, nejvýznamnějším pohoří Baleárských ostrovů s nejvyšším bodem ve výšce 1445 m n. m. Jižní část je hustěji obydlená, zatímco severní hornatá a hůře přístupná. Nedaleko pobřeží Andratxu je ostrůvek Dragonera, který byl roku 1995 prohlášen za přírodní oblast. Je přístupný na lodi buďto z Andratxu nebo Sant Elm.
Ekonomika obce se zakládá na cestovním ruchu. Jedná se o destinaci oblíbenou celebritami, mezi časté návštěvníky v letních měsících patřili například Claudia Schiffer, Felipe González, Adolfo Suárez († 2014), Guy Hamilton († 2016), Fernando Trueba nebo operní pěvkyně Regine Crespin († 2007). Zemědělství a rybolov jako způsob obživy v oblasti značně poklesly. Nicméně, mezi pěstované plodiny patří mandloň obecná, rohovník obecný, citrus, fíkovník smokvoň a vinná réva, ze které se zde vyrábí víno Santa Catarina.

## Památky
Mezi hlavní památky obce patří kostel Santa Maria de Andrach nebo současná obecní radnice. Andratxský hrad, ze kterého ale v současné době zbývají jen ruiny. Do roku 1912 zde bylo také známé Teatro Argentino, později ale zmizelo. V Andratxu je také kulturní centrum a nedaleko obce v Liedtke je muzeum v bývalém přístavu.